# Nastassja Kinski
Nastassja Kinski, geboren als Nastassja Nakszynski (West-Berlijn, 24 januari 1961) is een Duitse actrice. Ze is een dochter van de Duitse acteur Klaus Kinski en spreekt vloeiend Duits, Engels, Frans, Italiaans en Russisch.
Ze werd bekend in 1977 door de opmerkelijke hoofdrol in een aflevering van de Duitse politieserie Tatort en daarna met Roman Polanski's film Tess uit 1979, waarvoor ze een Golden Globe won. Ook speelde ze in meerdere films van de Duitse regisseur Wim Wenders. Ze trad op in meer dan zestig films in Europa en de VS.

## Eerste jaren
Kinski werd in 1961 geboren als de dochter van het acteursechtpaar Klaus Kinski en Ruth Brigitti Tocki. Toen ze tien jaar was, gingen haar ouders scheiden en zag ze haar vader nog maar zelden. Haar moeder had moeite om de eindjes aan elkaar te knopen en ging op een gegeven moment in een commune in München wonen. Veel later (in interviews in 1999 en 2013 met Bild en The Guardian) gaf Nastassja toe dat haar vader geprobeerd had om seks met haar te hebben. Ze kon hem echter afweren. Haar halfzuster, Pola Kinski, zou wel door haar vader verkracht zijn. Volgens Nastassja leefde het gezin in voortdurende angst voor Klaus Kinski. Op haar vijftiende begon Nastassja met modellenwerk. Ze werd opgemerkt door regisseur Wim Wenders, die haar de rol gaf van de doofstomme Mignon in Falsche Bewegung (The Wrong Move) (1976). Nog in hetzelfde jaar speelde ze een rol in een aflevering van de Duitse televisieproductie Tatort, onder regie van Wolfgang Petersen, en maakte ze haar buitenlandse debuut in de film To the Devil a Daughter van Peter Sykes. In 1978 werd ze naast Marcello Mastroianni gecast in de Italiaanse film Così come sei. De nog altijd erg jonge Nastassja verklaarde later dat ze zich geëxploiteerd voelde en soms naaktscènes tegen haar wil deed.

## Hollywood

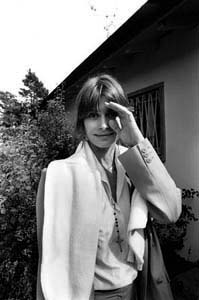
Nastassja Kinski in 1989 door Erling Mandelmann

Cosi come sei werd in de VS uitgebracht onder de titel Stay as you are, waarna Kinski ook in de VS begon op te vallen. Op jonge leeftijd kreeg ze een relatie met de veel oudere filmregisseur Roman Polanski. Hij financierde haar acteerstudie. In 1979 gaf hij haar de titelrol in zijn versie van Tess of the d'Urbervilles van Thomas Hardy. Niet lang nadat ze succes had geboekt met deze film, poseerde ze voor de bekende fotograaf Richard Avedon. De resulterende poster, waarop ze naakt met enkel een grote wurgslang om haar lichaam op de grond ligt, maakte haar een populair sekssymbool. Rond deze tijd deelde ze een appartement met Demi Moore. Tess leverde haar een Golden Globe op en plaveide de weg naar Hollywood. Ze speelde in 1982 naast Malcolm McDowell in Cat People van Paul Schrader de rol van een vrouw die verandert in een panter na de seks, een remake van een Hollywood-klassieker. Ook kreeg ze een belangrijke rol in de romantische musicalfilm One from the Heart van Francis Ford Coppola. Deze film flopte echter, terwijl ook Cat People geen groot succes was. Latere films waren meer succesvol, zoals Unfaithfully Yours, waarin ze Dudley Moores vrouw speelt, en The Hotel New Hampshire tegenover Jodie Foster en Rob Lowe, waarin ze een vrouw in een beerkostuum speelt, beide uit 1984. Haar grootste succes was Paris, Texas (1984) van Wim Wenders. De film won een Gouden Palm in Cannes en Nastassja Kinski had nu de rollen voor het uitkiezen. Ze filmde in zowel de VS als in Europa en was te zien in uiteenlopende films als Moon in the Gutter (1983), Exposed (1983), Harem (1985), Maria's Lovers (1984), Revolution (1985) (1985) en Torrents of Spring (1989). In september 1984 trouwde ze met de Egyptische cineast Ibrahim Moussa.

## De nadagen
In de jaren negentig stagneerde haar carrière; de grote filmrollen bleven uit. Na die tijd was ze te zien in arthousefilms voor een kleiner publiek, zoals In weiter Ferne, so nah! van Wim Wenders uit 1993. In 1994 keerde ze even terug naar het grote publiek met de thriller Terminal Velocity. In 1997 was ze te zien in het serieuze drama One Night Stand van Mike Figgis. Ze speelde nog rolletjes in Somebody Is Waiting (1996), Your Friends & Neighbors (1998), Susan's Plan (1998), The Lost Son (1999) en Inland Empire (2006). In 1992 scheidde ze van Moussa en woonde daarna tot 1995 samen met de Amerikaanse componist Quincy Jones. In 2001 verklaarde Kinski dat ze leed aan narcolepsie.

## Filmografie (selectie)
- 1975: Falsche Bewegung
- 1976: To the Devil a Daughter
- 1977: Tatort: Reifezeugnis (televisiefilm)
- 1977: Notsignale - Im Nest (televisieserie)
- 1978: Leidenschaftliche Blümchen
- 1978: Così come sei
- 1979: Tess
- 1982: One From the Heart
- 1982: Cat People
- 1983: Exposed – Elisabeth Carlson
- 1983: Frühlingssinfonie
- 1983: La lune dans le caniveau
- 1984: Unfaithfully Yours
- 1984: The Hotel New Hampshire
- 1984: Paris, Texas
- 1984: Maria's Lovers
- 1985: Revolution
- 1985: Harem
- 1987: Maladie d’amour
- 1988: Magdalene
- 1989: On a Moonlit Night
- 1992: La Bionda
- 1992: In Camera mia
- 1993: In weiter Ferne, so nah!
- 1994: Terminal Velocity
- 1995: Der Ring aus Stein
- 1996: Somebody Is Waiting
- 1997: Little Boy Blue
- 1997: Fathers' Day
- 1997: One Night Stand
- 1997: Bella Mafia – Sophia Luciano
- 1998: Savior
- 1998: Your Friends & Neighbors
- 1998: Susan’s Plan
- 1998: Playing by Heart
- 1999: The Lost Son
- 1999: The Intruder
- 2000: The Claim
- 2000: Red Letters
- 2000: A Storm in Summer
- 2000: The Magic of Marciano
- 2000: Time Share – Doppelpack im Ferienhaus
- 2000: Quarantine
- 2001: Cold Heart
- 2001: Town & Country
- 2001: An American Rhapsody
- 2001: The Day the World Ended (televisiefilm)
- 2001: The District (televisieserie)
- 2001: Beyond the City Limits
- 2001: Diary of a Sex Addict
- 2002: All Around the town (televisiefilm)
- 2003: Les Liaisons dangereuses (televisiefilm)
- 2004: La Femme Musketeer
- 2004: A Ton Image
- 2006: Inland Empire
- 2012: Il turno di notte lo fanno le stelle (korte film)
- 2013: Sugar
- 2022: Police de caractères: Cadavre exquis (televisiefilm)
- 2022: Die stillen Trabanten
- 2022: Homeshopper's Paradise (televisiefilm)
- 2023: Las Vegas
- 2023: Castlevania: Nocturne (stem van Tera, serie, 8 episoden)